# Benno Sabarth
Benno Friedrich Sabarth (* 16. November 1849 in Königsberg i. Pr.; † 28. Dezember 1935 in Leipzig) war ein deutscher Reichsgerichtsrat.

## Leben
Er war der Sohn des Wirklichen Geheimen Oberfinanzrats Franz Ludwig Vinzenz Sabarth. 1866 legte er das Abitur am Lyceum in Hannover ab. Anschließend begann er Rechtswissenschaften in Göttingen zu studieren. Als Student wurde er 1866 Mitglied des Corps Bremensia Göttingen. Er wurde promoviert. 1869 erfolgte seine Vereidigung. 1875 wurde er Amtsrichter. 1883 ernannte man ihn zum Landrichter. 1888 beförderte man ihn zum Landgerichtsrat. 1891 wurde er als Landgerichtsrat in Hannover zum Oberlandesgerichtsrat in Celle befördert und 1894 zum Landgerichtsdirektor in Lüneburg. Am Neujahrstag 1900 kam er an das Reichsgericht. Er war im  III. und II. Strafsenat tätig. Er trat am 1. Dezember 1923 in den Ruhestand.

## Schriften
- Zur Frage der Berichtigung des Protokolles über die Hauptverhandlung, Deutsche Juristen-Zeitung Jahrgang 11 (1906),  Sp. 570.
- Eine absonderliche öffentliche Urkunde, Deutsche Juristen-Zeitung Jahrgang 17 (1912), S. 1399.

## Quelle
- Adolf Lobe: Fünfzig Jahre Reichsgericht am 1. Oktober 1929, Berlin 1929, S. 368.